# Hautes-Alpes
Hautes-Alpes är ett franskt departement, beläget i sydöstra Frankrike och uppkallat efter bergskedjan Alperna. Huvudort är Gap. Departementet gränsar i öster till Italien och omges av departementen Alpes-de-Haute-Provence, Drôme, Isère och Savoie. 
Floderna Durance, Buëch, Drac, Clarée och Séveraisse flyter genom departementet. Durance-floden har blivit uppdämd och bildar sedan dess Europas största konstgjorda sjö, Lac de Serre-Ponçon. Den vackra Queyras-dalen är belägen i departementets östra del.